# Forskolina
A forskolina (coleonol) é um labdano diterpeno que é produzido pelo indiano Coleus planta (Plectranthus barbatus). Outros nomes incluem pashanabhedi, coleus indiano, makandi, HL-362 e mao hou qiao rui hua. Assim como outros membros da grande família de produtos naturais diterpenos, a forscolina é derivada do geranilgeranilpirofosfato (GGPP). A forskolina contém alguns elementos funcionais únicos, incluindo a presença de um anel heterocíclico derivado de tetra-hidropirano . A forskolina é um material comumente usado em pesquisas de laboratório para aumentar os níveis de AMP cíclico por estimulação da adenilato ciclase.

## AMP cíclico
A forskolina é usada como uma ferramenta em bioquímica para aumentar os níveis de AMP cíclico (cAMP) em pesquisas sobre a fisiologia celular. A forskolina ativa a enzima adenilil ciclase e aumenta os níveis intracelulares de cAMP. O cAMP é um segundo mensageiro importante necessário para a resposta biológica adequada das células a hormônios e outros sinais extracelulares.

## Outros usos
Além de sua utilidade para pesquisas de laboratório, a forskolina tem sido usada na medicina tradicional na crença de que afeta vários distúrbios e foi proposta como agente de perda de peso, mas nenhum desses usos é suportado por evidências clínicas sólidas .